# Langues sahariennes
Les langues sahariennes sont une des branches de la famille des langues nilo-sahariennes. Elle s'étend du bassin du Lac Tchad jusqu'à l'ouest du Soudan.

## Classification
Selon Lionel M. Bender les langues sahariennes ne sont incluses dans aucun des grands ensembles qui constituent les langues nilo-sahariennes. Elles sont, selon ce linguiste, une branche indépendante de la famille.

## Liste des langues
- Saharien occidental
  - Kanouri-kanembou
    - kanouri
    - kanembou

  - Toubou
    - dazaga
    - tedaga
- Saharien oriental
  - zaghawa
  - Bideyat (en)
  - Beri (langue) (en)

## Sources
- (fr) Bender, Lionel M., Nilo-Saharien, in Les langues africaines, Bernd Heine et Derek Nurse (éditeurs), pp. 55-120, Paris: Karthala, 2004.  (ISBN 2-84586-531-7)